# Паучне
Паучне (пол. Pauczne; укр. Павучне) — село в Польщі, у гміні Тарнаватка Томашівського повіту Люблінського воєводства.
Розташоване на Закерзонні (в історичному Надсянні).
Населення — 126 осіб (2011).

## Історія
Первісним населенням Павучного були русини-лемки, які компактно проживали на своїх історичних землях. 
У 1975-1998 роках село належало до Замойського воєводства.

## Демографія
Демографічна структура станом на 31 березня 2011 року:
|          | Загалом | Допрацездатний вік | Працездатний вік | Постпрацездатний вік |
| -------- | ------- | ------------------ | ---------------- | -------------------- |
| Чоловіки | 67      | 19                 | 41               | 7                    |
| Жінки    | 59      | 13                 | 37               | 9                    |
| Разом    | 126     | 32                 | 78               | 16                   |